# Аріанська вежа (Войцехув)
Аріанська вежа у Войцехуві – триповерхова, побудована з каменю і цегли вежа, зведена в два етапи у 1527 році за люблінського старости Яна Пілецького. Після руйнування більш ранніх укріплень, Пілецький відновив їх у модернізованій формі й адаптував для вогнепальної зброї. Укріплення отримало форму чотирикутника з трьома бастіонами у формі трапеції, а на місці четвертої поставив вежу із зовнішніми сходами. Вежа мала характер як оборонний, так і резиденційний.
Ймовірно, в першій половині XVI століття весь колишній фільварок був обнесений муром з бійницями, щоб посилити оборонні якості застави. Залишки муру збереглися біля башти у стіні господарчої будівлі. Після спорудження нового двору покинута башта повільно занепадала, поки не була відновлена у 1907 році за проектом Яна Кощиця Віткевича. Знову ретельно відреставрована і реконструйована вона була у 1971—1974 роках за проектом Тадеуша Августинка.

## Назва
Тодішні власники Войцехува Спінкові були кальвіністами, Оріховські були аріанами, тож до їхньої садиби пристала назва «аріанська», бо використовувалася для потреби аріанської кірхи. Це питання є спірним, але частина дослідників підтримує тезу про церковні функції вежі, при цьому наголошується, що спочатку вона служила кальвіністській громаді, а потім аріанській. Одним зі свідчень є напис на могилі кальвінського пастора Станіслава Спінки, розташованій при католицькому костелі у Войцехуві: . Звучить він так: 
S. † S. Thu liezy zaczny maz Pan Stanisław Spinek z Wojcziechowa, któri umarł XX dnia Marca roku Pańskiego MDLXXVIII [...]. Ten to właśnie mąż, biorący gorliwy udział w rozkrzewieniu u nas arjanizmu, połączywszy się z innemi zwolennikami tej sekty, około 1560 r. napadł zbrojnie na kościół w Wojciechowie, grunty kościelne zabrał w posiadanie, jak o tym świadczą akta miejscowe, a w zamku swoim założył zbory kalwiński i arjański. W niedługim czasie, staraniem wyznawców i protektorów arjanizmu, w obrębie murów zamkowych wzniesiono oddzielny gmach na pomieszczenie świątyni arjańskiej, która zarazem służyć miała za strażnicę zamkową, a przetrwała do dni naszych.

## Вежа сьогодні
Зараз в Аріанській вежі розташовані Ґмінний центр культури, Краєзнавчий Музей, Музей ковальства, гмінна бібліотека, інформаційний пункт агротуризму й Аріанська кав'ярня.

## Згадки
Будівлю згадує Стефан Жеромський в романі «Звернення Юди». Докладні відомості про вежу надав письменникові Ян Кощиц Віткевич, автор проекту її реставрації. Жеромський розмістив вежу у вигаданому містечку «Посуха в сандомирській землі». Представляє її наступним чином:
Pradawna, w założeniu swym kwadratowa wieża miała z północnej strony dwie potężne skarpy, które trzema skośnymi skokami zwężały się ku górze i po sam szczyt sięgały. Spadki tych pochyłych uskoków były niegdyś nakryte, jak świadczyły resztki, kamieniami z wystającym dla ścieku gzymsem o gotyckim profilu. Z tyłu od północy, była przybudówka, niższa i węższa od głównej budowli. […] Zarówno wieża, jak przybudówka pokryte były starą dachówką holenderską wielkiego wymiaru […] Bliższe i szczegółowsze dochodzenia […] wykazały, że tam to właśnie, w tej sali [pierwszego piętra] mieściło się ariańskie zborzyszcze. Ona też nadała charakter moralny całej budowli. […] Bywał tu pewnie magnat zubożały Jan Niemojewski, który na sejm w Lublinie między tłumy szlachty szumne, wspaniałe […] wchodził w pokornej postawie, milczący, bez oręża, bez służby i towarzystwa, w szarym kopieniaku i z torbą na plecach. Bywali tu może Budny, Czechowic, Farnowski, może zbiegowie z ziemi włoskiej i tylu ziem innych – Lismanin, Stankar, Blandrata, Leliusz Socyn, Ochino, którzy w Polsce gościnę i ucho powolne dla swej myśli znaleźli.